# 瓦尔德纳布河畔阿尔滕施塔特
瓦尔德纳布河畔阿尔滕施塔特（德語：Altenstadt an der Waldnaab，官方拼写为，發音：[ˈaltn̩ʃtat ʔan deːɐ̯ ˈvaltˌnaːp]）是德国巴伐利亚州上普法尔茨行政区瓦尔德纳布河畔诺伊施塔特县的市镇，面积22.06平方千米，2023年12月31日人口为4,709人。